# Cut (Alba)
Pour les articles homonymes, voir Cut.
Cut (en hongrois : Kútfalva, en allemand : Kokt, Brunnendorf ou Kutta) est une commune du județ d'Alba, Roumanie qui compte 1 075 habitants.
La commune est uniquement composée d'un village également nommé Cut.

## Démographie
D'après le recensement de 2011, la commune compte 1 075 habitants, en forte baisse par rapport au recensement de 2002 où elle en comptait 1 254.
Lors de ce recensement de 2011, 97,3 % de la population se déclarent roumains et 1,58 % comme roms (1,02 % ne déclarent pas d'appartenance ethnique et 0,09 % déclarent appartenir à une autre ethnie).

## Politique
| Parti | Parti                                                 | Sièges |
| ----- | ----------------------------------------------------- | ------ |
|       | Parti national libéral (PNL)                          | 4      |
|       | Parti social-démocrate (PSD)                          | 1      |
|       | Alliance des libéraux et démocrates (ALDE)            | 1      |
|       | Union nationale pour le progrès de la Roumanie (UNPR) | 1      |
|       | Parti national paysan chrétien-démocrate (PNȚCD)      | 1      |
|       | Parti socialiste roumain (PSR)                        | 1      |